# Toei
Toei (japanska: 東映株式会社?, Tōei Kabushiki-gaisha) är ett japanskt film-, TV- och filmdistributionsbolag. Det Tokyo-baserade bolaget driver 34 bioanläggningar runt Japan, filmstudior i Tokyo och Kyoto och äger aktier i flera TV-bolag. Man är ett av Japans största filmbolag och är i väst mest känt för sin animationsstudio Toei Animation. Utöver sina animerade produktioner har bolaget bland annat producerat en mängd otecknade TV-serier (dorama) och filmer med historiska filmer (jidaigeki), superhjältar eller specialeffekter (tokusatsu).
Namnet Toei (japanska: Tōei) är en förkortning av företagets tidigare namn "Tōkyō Eiga Haikyū" (Tokyos Filmdistributionsbolag).

## Historik
Filmbolaget Tōkyō-Yokohama Eiga (ofta förkortat som Tō-Yoko Eiga, 東横映画) bildades 1938. Fram till slutet av andra världskriget drev man produktionssystemet Tōkyū Shibuya Yokohama. Från 1945 hyrde man en andra studio i Kyoto av filmbolaget Daiei.
Den 1 oktober 1950 bildades Tōkyō Eiga Haikyū. Året därpå köpte man bolaget Ōizumi Film. År 1956 etablerade Toei (som förlaget nu börjat kalla sig) en animationsstudio – Toei Dōga (senare under namnet Toei Animation). Den placerades vid den före detta Tokyo-Ōizumi-studion (animation) och kom att inkludera tillgångar köpta från Nihon Dōga ('Japan Animation', grundat 1948).
Toei var pionjär i användandet av Henshin-systemet, ett verktyg för att förvandla en rollfigur i dramafilmer med kampsportsmotiv. Tekniken utvecklades för TV- och filmserierna Kamen Rider (1971–1973), Devilman (1972–1973) och Super Sentai (1975–).